# 앤더슨 메사 기지
앤더슨 메사 기지(Anderson Mesa Station)는 미국 애리조나주 로웰 천문대에서 운영하는 천문관측소로, 광공해를 피해 앤더슨 메사라고 하는 메사 지형에 위치한다.